# Меда (митологија)
Меда је у грчкој митологији било име више личности.

## Етимологија
Име Меда има значење „лукава“.

## Митологија
1. Према Паусанији, била је кћерка Филе, краља Ефире. Она је са Хераклом имала сина Антиоха.[2]
2. Идоменејева супруга, којој је Науплије пренео трач да је њен супруг из тројанског рата повео робињу која ће је заменити. Зато је она нашла љубавника Леука, који је узурпирао престо и истерао је из двора, заједно са кћерком Клиситиром. Оне су пробале да пронађу уточиште у храму, али их је Леук тамо убио.[2][1]